# UCI Europe Tour 2021
UCI Europe Tour 2021 – 17. edycja cyklu wyścigów UCI Europe Tour, która odbyła się od stycznia do października 2021.
Seria UCI Europe Tour, podobnie jak pozostałe cykle kontynentalne (UCI Africa Tour, UCI America Tour, UCI Asia Tour, UCI Oceania Tour), powstała w 2005 jako zaplecze dla utworzonego w tym samym czasie UCI ProTour (później przekształconego w UCI World Tour). W 2020 odbyła się pierwsza edycja cyklu UCI ProSeries utworzonego jako drugi poziom wyścigów z kalendarza UCI, w związku z czym UCI Europe Tour, podobnie jak pozostałe cykle kontynentalne, od sezonu 2020 stał się trzecim poziomem zmagań w kalendarzu UCI.
W kalendarzu cyklu zaplanowano kilkadziesiąt wyścigów, jednak znaczna część z nich została później odwołana.

## Kalendarz
Opracowano na podstawie:
| Daty                                           | Państwo              | Wyścig                                            | Kategoria | Zwycięzca                  | Drugie miejsce             | Trzecie miejsce            |
| ---------------------------------------------- | -------------------- | ------------------------------------------------- | --------- | -------------------------- | -------------------------- | -------------------------- |
| 24 stycznia(dts) br                            | Hiszpania            | Gran Premio Valencia                              | 1.2       | Lorrenzo Manzin            | Mikel Aristi               | Amaury Capiot              |
| 31 stycznia(dts) br                            | Francja              | Grand Prix Cycliste La Marseillaise               | 1.1       | Aurélien Paret-Peintre     | Thomas Boudat              | Bryan Coquard              |
| 3 lutego(dts) br–7 lutego(dts) br              | Francja              | Étoile de Bessèges                                | 2.1       | Tim Wellens                | Michał Kwiatkowski         | Nils Politt                |
| 6 lutego(dts) br                               | Turcja               | Grand Prix Alanya                                 | 1.2       | Davide Gabburo             | Filippo Colombo            | Alessandro Tonelli         |
| 7 lutego(dts) br                               | Turcja               | Grand Prix Gazipaşa                               | 1.2       | Raman Ciszkou              | Mamyr Stasz                | Alan Banaszek              |
| 19 lutego(dts) br–21 lutego(dts) br            | Francja              | Tour des Alpes-Maritimes et du Var                | 2.1       | Gianluca Brambilla         | Michael Woods              | Bauke Mollema              |
| 20 lutego(dts) br                              | Turcja               | Grand Prix Velo Manavgat                          | 1.2       | Mohd Hariff Saleh          | Alan Banaszek              | Andrij Kulik               |
| 21 lutego(dts) br                              | Turcja               | Grand Prix Velo Alanya                            | 1.2       | Carlos Quintero            | Alex Hoehn                 | Metkel Eyob                |
| 2 marca(dts) br                                | Belgia               | Le Samyn                                          | 1.1       | Tim Merlier                | Rasmus Tiller              | Andrea Pasqualon           |
| 3 marca(dts) br                                | Chorwacja            | Trofej Umag                                       | 1.2       | Jakub Mareczko             | Filippo Fortin             | Tomáš Barta                |
| 6 marca(dts) br                                | Turcja               | Grand Prix Mediterrennean                         | 1.2       | Onur Balkan                | Jeorjos Buglas             | Noah Granigan              |
| 7 marca(dts) br                                | Belgia               | Grote Prijs Jean-Pierre Monseré                   | 1.1       | Tim Merlier                | Mark Cavendish             | Timothy Dupont             |
| 7 marca(dts) br                                | Chorwacja            | Trofej Poreč                                      | 1.2       | Filippo Fiorelli           | Enrique Sanz               | Tilen Finkšt               |
| 7 marca(dts) br                                | Turcja               | Grand Prix Gündoğmuş                              | 1.2       | Carlos Quintero            | Metkel Eyob                | Franklin Archibold         |
| 11 marca(dts) br–14 marca(dts) br              | Chorwacja            | Istarsko Proljeće                                 | 2.2       | Finn Fisher-Black          | Filippo Zana               | Sawwa Nowikow              |
| 14 marca(dts) br                               | Francja              | Paryż-Troyes                                      | 1.2       | Romain Cardis              | Alan Riou                  | Antoine Raugel             |
| 21 marca(dts) br                               | Włochy               | Per sempre Alfredo                                | 1.1       | Matteo Moschetti           | Mikel Aristi               | Samuele Zambelli           |
| 21 marca(dts) br                               | Słowenia             | GP Slovenian Istria                               | 1.2       | Mirco Maestri              | Leonardo Marchiori         | Daniel Smarzaro            |
| 23 marca(dts) br–27 marca(dts) br              | Włochy               | Settimana Internazionale di Coppi e Bartali       | 2.1       | Jonas Vingegaard           | Mikkel Frølich Honoré      | Nick Schultz               |
| 28 marca(dts) br                               | Francja              | Cholet-Pays de la Loire                           | 1.1       | Elia Viviani               | Jon Aberasturi             | Pierre Barbier             |
| 28 marca(dts) br                               | Słowenia             | GP Adria Mobil                                    | 1.2       | Marijn van den Berg        | Filippo Fiorelli           | Adam Toupalik              |
| 1 kwietnia(dts) br–4 kwietnia(dts) br          | Turcja               | Tour of Mevlana                                   | 2.2       | Anatolij Budiak            | Ulises Castillo            | Carlos Quintero            |
| 4 kwietnia(dts) br                             | Francja              | La Roue Tourangelle                               | 1.1       | Arnaud Démare              | Nacer Bouhanni             | Marc Sarreau               |
| 4 kwietnia(dts) br                             | Grecja               | International Rhodes Grand Prix                   | 1.2       | Tord Gudmestad             | Filippo Fiorelli           | Stan van Tricht            |
| 4 kwietnia(dts) br                             | Włochy               | Trofeo Banca Popolare di Vicenza                  | 1.2U      | Juan Ayuso                 | Luca Colnaghi              | Antonio Puppio             |
| 5 kwietnia(dts) br                             | Włochy               | Giro del Belvedere                                | 1.2U      | Juan Ayuso                 | Viktor Potočki             | Alexandre Balmer           |
| 8 kwietnia(dts) br–11 kwietnia(dts) br         | Grecja               | International Tour of Rhodes                      | 2.2       | Fredrik Dversnes           | Christian Koch             | Stan Van Tricht            |
| 18 kwietnia(dts) br                            | Włochy               | Trofeo Città di San Vendemiano                    | 1.2U      | Paul Lapeira               | Jacopo Menegotto           | Mattia Petrucci            |
| 22 kwietnia(dts) br–25 kwietnia(dts) br        | Bośnia i Hercegowina | Belgrad–Banja Luka                                | 2.1       | Mihkel Räim                | Justin Wolf                | Patryk Stosz               |
| 25 kwietnia(dts) br                            | Włochy               | Gran Premio della Liberazione                     | 1.2U      | Michele Gazzoli            | Nicolò Pencedano           | Lorenzo Quartucci          |
| 30 kwietnia(dts) br–2 maja(dts) br             | Hiszpania            | Vuelta a Asturias                                 | 2.1       | Nairo Quintana             | Antonio Pedrero            | Pierre Latour              |
| 2 maja(dts) br                                 | Włochy               | Circuito del Porto                                | 1.2       | Gleb Syrica                | Nicolas David Gómez        | Giovanni Lonardi           |
| 2 maja(dts) br                                 | Portugalia           | Clássica da Arrábida                              | 1.2       | Sean Quinn                 | Jonathan Lastra            | Rémy Mertz                 |
| 12 maja(dts) br–16 maja(dts) br                | Węgry                | Tour de Hongrie                                   | 2.1       | Damien Howson              | Ben Hermans                | Antonio Tiberi             |
| 13 maja(dts) br                                | Belgia               | Circuit de Wallonie                               | 1.1       | Christophe Laporte         | Marc Sarreau               | Laurence Pithie            |
| 13 maja(dts) br                                | Hiszpania            | Trofeo Calvia                                     | 1.1       | Ryan Gibbons               | Anthony Delaplace          | Rune Herregodts            |
| 14 maja(dts) br                                | Hiszpania            | Trofeo Serra de Tramuntana                        | 1.1       | Jesús Herrada              | Jonathan Lastra            | Héctor Carretero           |
| 14 maja(dts) br–16 maja(dts) br                | Francja              | Tour d’Eure-et-Loir                               | 2.2       | Paul Penhoët               | Kim Heiduk                 | Maxime Jarnet              |
| 15 maja(dts) br                                | Hiszpania            | Trofeo Andratx                                    | 1.1       | Winner Anacona             | Vegard Stake Laengen       | Mikel Iturria              |
| 16 maja(dts) br                                | Hiszpania            | Trofeo Playa de Palma-Palma                       | 1.1       | André Greipel              | Alexander Kristoff         | Christophe Noppe           |
| 19 maja(dts) br–23 maja(dts) br                | Francja              | Alpes Isère Tour                                  | 2.2       | Sjoerd Bax                 | Anthon Charmig             | Jakub Otruba               |
| 22 maja(dts) br                                | Francja              | Tour du Finistère                                 | 1.1       | Benoît Cosnefroy           | Sean De Bie                | Rasmus Tiller              |
| 23 maja(dts) br                                | Hiszpania            | Vuelta a Murcia                                   | 1.1       | Antonio Jesús Soto         | Ángel Madrazo              | Gonzalo Serrano            |
| 24 maja(dts) br                                | Francja              | Mercan’Tour Classic Alpes-Maritimes               | 1.1       | Guillaume Martin           | Aurélien Paret-Peintre     | Bruno Armirail             |
| 24 maja(dts) br                                | Belgia               | Ronde van Limburg                                 | 1.1       | Tim Merlier                | Daniel McLay               | John Degenkolb             |
| 27 maja(dts) br–30 maja(dts) br                | Francja              | Tour de la Mirabelle                              | 2.2       | Idar Andersen              | Sjoerd Bax                 | Jan Maas                   |
| 28 maja(dts) br–29 maja(dts) br                | Estonia              | Tour of Estonia                                   | 2.1       | Karl Patrick Lauk          | Martin Laas                | Polichronis Dzordzakis     |
| 29 maja(dts) br                                | Dania                | Grand Prix Herning                                | 1.2       | Mads Østergaard Kristensen | Magnus Bak Klaris          | Niklas Larsen              |
| 29 maja(dts) br–30 maja(dts) br                | Polska               | Orlen Wyścig Narodów                              | 2.NCup    | Marijn van den Berg        | Kim Heiduk                 | Pavel Bittner              |
| 30 maja(dts) br                                | Włochy               | Coppa della Pace                                  | 1.2U      | Daan Hoole                 | Stan Van Tricht            | Federico Guzzo             |
| 30 maja(dts) br                                | Dania                | Fyen Rundt                                        | 1.2       | Niklas Larsen              | Rasmus Bøgh Wallin         | Kasper Andersen            |
| 30 maja(dts) br                                | Słowenia             | GP Slovenia                                       | 1.2       | Mirco Maestri              | Felix Ritzinger            | Michal Schlegel            |
| 2 czerwca(dts) br                              | Włochy               | Trofeo Alcide Degasperi                           | 1.2       | Riccardo Lucca             | Riccardo Verza             | Jon Knolle                 |
| 3 czerwca(dts) br–6 czerwca(dts) br            | Czechy               | Grand Prix Priessnitz spa                         | 2.NCup    | Filippo Zana               | Kristjan Hočevar           | Toon Clynhens              |
| 3 czerwca(dts) br–6 czerwca(dts) br            | Polska               | Małopolski Wyścig Górski                          | 2.2       | Michal Schlegel            | Paweł Cieślik              | Anatolij Budiak            |
| 3 czerwca(dts) br–12 czerwca(dts) br           | Włochy               | Giro Ciclistico d’Italia                          | 2.2       | Juan Ayuso                 | Tobias Halland Johannessen | Henri Vandenabeele         |
| 4 czerwca(dts) br                              | Szwajcaria           | Grosser Preis des Kantons Aargau                  | 1.1       | Ide Schelling              | Rui Costa                  | Esteban Chaves             |
| 6 czerwca(dts) br                              | Belgia               | Elfstedenronde                                    | 1.1       | Tim Merlier                | Mark Cavendish             | Sasha Weemaes              |
| 8 czerwca(dts) br                              | Francja              | Mont Ventoux Dénivelé Challenge                   | 1.1       | Miguel Ángel López         | Óscar Rodríguez            | Enric Mas                  |
| 9 czerwca(dts) br–13 czerwca(dts) br           | Rosja                | Five Rings of Moscow                              | 2.2       | Igor Frołow                | Roman Majkin               | Dmitrij Puzanow            |
| 10 czerwca(dts) br–13 czerwca(dts) br          | Francja              | Route d’Occitanie                                 | 2.1       | Antonio Pedrero            | Jesús Herrada              | Óscar Rodríguez            |
| 10 czerwca(dts) br–13 czerwca(dts) br          | Austria              | Oberösterreich Rundfahrt                          | 2.2       | Alexis Guerin              | Riccardo Zoidl             | Michal Schlegel            |
| 15 czerwca(dts) br                             | Francja              | Paryż-Camembert                                   | 1.1       | Dorian Godon               | Pierre-Luc Périchon        | Geoffrey Bouchard          |
| 15 czerwca(dts) br–17 czerwca(dts) br          | Włochy               | Adriatica Ionica Race                             | 2.1       | Lorenzo Fortunato          | Merhawi Kudus              | Wadim Pronski              |
| 23 czerwca(dts) br–26 czerwca(dts) br          | Polska               | Wyścig Solidarności i Olimpijczyków               | 2.2       | Jan Bárta                  | Jakub Ťoupalík             | Casper van Uden            |
| 23 czerwca(dts) br–27 czerwca(dts) br          | Portugalia           | Volta ao Alentejo                                 | 2.2       | Mauricio Moreira           | José Fernandes             | Rafael Reis                |
| 24 czerwca(dts) br                             | Włochy               | Giro dell’Appennino                               | 1.1       | Ben Hermans                | Valerio Conti              | Enrico Battaglin           |
| 27 czerwca(dts) br                             | Szwajcaria           | Gran Premio di Lugano                             | 1.1       | Gianni Moscon              | Valerio Conti              | Ben Hermans                |
| 28 czerwca(dts) br–29 czerwca(dts) br          | Bułgaria             | In the footsteps of the Romans                    | 2.2       | Immanuel Stark             | Paweł Cieślik              | Tobias Nolde               |
| 30 czerwca(dts) br–5 lipca(dts) br             | Bułgaria             | Dookoła Bułgarii                                  | 2.2       | Immanuel Stark             | Georg Steinhauser          | Timo Kielich               |
| 3 lipca(dts) br–6 lipca(dts) br                | Rumunia              | Sibiu Cycling Tour                                | 2.1       | Giovanni Aleotti           | Fabio Aru                  | Michal Schlegel            |
| 3 lipca(dts) br                                | Turcja               | Germenica Grand Prix                              | 1.2       | Christofer Jurado          | Jambaljamts Sainbayar      | Jauhien Sobal              |
| 4 lipca(dts) br                                | Włochy               | Germenica Grand Prix                              | 1.2       | Didier Merchan             | Henok Mulubrhan            | Simone Raccani             |
| 4 lipca(dts) br                                | Turcja               | Kahramanmaraş Grand Prix                          | 1.2       | Jambaljamts Sainbayar      | Metkel Eyob                | Mychajło Kononenko         |
| 10 lipca(dts) br                               | Turcja               | Grand Prix Erciyes                                | 1.2       | Alex Hoehn                 | Jambaljamts Sainbayar      | Noah Granigan              |
| 10 lipca(dts) br                               | Węgry                | Visegrad 4 Bicycle Race Grand Prix Hungary        | 1.2       | Michal Schlegel            | Viktor Potočki             | Viktor Filutás             |
| 11 lipca(dts) br                               | Turcja               | Grand Prix Kayseri                                | 1.2       | Anatolij Budiak            | Jambaljamts Sainbayar      | Metkel Eyob                |
| 11 lipca(dts) br                               | Słowacja             | Visegrad 4 Bicycle Race Grand Prix Slovakia       | 1.2       | Alan Banaszek              | Jakub Murias               | Michael Kukrle             |
| 14 lipca(dts) br–17 lipca(dts) br              | Polska               | Dookoła Mazowsza                                  | 2.2       | Eirik Lunder               | Tobias Nolde               | Petr Kelemen               |
| 14 lipca(dts) br–18 lipca(dts) br              | Włochy               | Settimana Ciclistica Italiana                     | 2.1       | Diego Ulissi               | Sep Vanmarcke              | Giovanni Aleotti           |
| 16 lipca(dts) br–17 lipca(dts) br              | Włochy               | Giro della Valle d’Aosta                          | 2.2U      | Reuben Thompson            | Gianmarco Garofoli         | Mattia Petrucci            |
| 16 lipca(dts) br–18 lipca(dts) br              | Portugalia           | Troféu Joaquim Agostinho                          | 2.2       | Frederico Figueiredo       | José Fernandes             | Jokin Murguialday          |
| 16 lipca(dts) br–18 lipca(dts) br              | Kosowo               | Tour of Kosovo                                    | 2.2       | Tristan Delacroix          | Ylber Sefa                 | Nikodemus Holler           |
| 17 lipca(dts) br                               | Turcja               | Grand Prix Velo Erciyes                           | 1.2       | Azzedine Lagab             | Jauhien Sobal              | Dzianis Mazur              |
| 17 lipca(dts) br                               | Czechy               | Visegrad 4 Bicycle Race Grand Prix Czech Republic | 1.2       | Adam Toupalik              | Daniel Turek               | Karel Camrda               |
| 18 lipca(dts) br                               | Turcja               | Grand Prix Develi                                 | 1.2       | Mychajło Kononenko         | Jeroen Meijers             | Metkel Eyob                |
| 18 lipca(dts) br                               | Francja              | Grand Prix de la ville de Nogent-sur-Oise         | 1.2       | Karl Patrick Lauk          | Morne Van Niekerk          | Mickaël Guichard           |
| 18 lipca(dts) br                               | Polska               | Puchar Ministra Obrony Narodowej                  | 1.2       | Louis Bendixen             | Tord Gudmestad             | Patryk Stosz               |
| 18 lipca(dts) br                               | Polska               | Visegrad 4 Bicycle Race Grand Prix Poland         | 1.2       | Itamar Einhorn             | Alois Kaňkovský            | Matteo Pongiluppi          |
| 19 lipca(dts) br}–20 lipca(dts) br             | Francja              | L’Etoile d’Or                                     | 2.NCup    | Filip Maciejuk             | Kevin Vauquelin            | Filippo Baroncini          |
| 21 lipca(dts) br}–25 lipca(dts) br             | Francja              | Tour Alsace                                       | 2.2       | José Félix Parra           | Sébastien Reichenbach      | Leon Heinschke             |
| 25 lipca(dts) br                               | Hiszpania            | Prueba Villafranca-Ordiziako Klasika              | 1.1       | Luis León Sánchez          | Juan Ayuso                 | Roger Adrià                |
| 25 lipca(dts) br                               | Słowenia             | GP Kranj                                          | 1.2       | Riccardo Verza             | Felix Engelhardt           | Moran Vermeulen            |
| 25 lipca(dts) br                               | Francja              | Grand Prix de la ville de Pérenchies              | 1.2       | Emiel Vermeulen            | Simon Daniels              | Damien Ridel               |
| 29 lipca(dts) br                               | Hiszpania            | Vuelta a Castilla y León                          | 1.1       | Matis Louvel               | Stefano Oldani             | Mauricio Moreira           |
| 29 lipca(dts) br–31 lipca(dts) br              | Francja              | Tour de l’Ain                                     | 2.1       | Michael Storer             | Harm Vanhoucke             | Matteo Badilatti           |
| 30 lipca(dts) br–2 sierpnia(dts) br            | Francja              | Kreiz Breizh Elites                               | 2.2       | Nick van der Lijke         | Mick van Dijke             | Michel Heßmann             |
| 31 lipca(dts) br                               | Belgia               | Heistse Pijl                                      | 1.1       | Pascal Eenkhoorn           | Yves Lampaert              | Jonas Rickaert             |
| 1 sierpnia(dts) br                             | Hiszpania            | Circuito de Getxo                                 | 1.1       | Giacomo Nizzolo            | Giovanni Aleotti           | Santiago Buitrago          |
| 4 sierpnia(dts) br–7 sierpnia(dts) br          | Rumunia              | Tour of Szeklerland                               | 2.2       | Alan Banaszek              | Daniel Auer                | Andrea Guardini            |
| 4 sierpnia(dts) br–8 sierpnia(dts) br          | Francja              | Tour de Savoie Mont-Blanc                         | 2.2       | Jefferson Alexander Cepeda | Roland Thalmann            | Santiago Umba              |
| 4 sierpnia(dts) br–15 sierpnia(dts) br         | Portugalia           | Volta a Portugal                                  | 2.1       | Amaro Antunes              | Mauricio Moreira           | Alejandro Marque           |
| 5 sierpnia(dts) br–8 sierpnia(dts) br          | Czechy               | Sazka Tour                                        | 2.1       | Filippo Zana               | Tobias Halland Johannessen | Rein Taaramäe              |
| 8 sierpnia(dts) br                             | Włochy               | Gran Premio di Poggiana                           | 1.2U      | Riccardo Ciuccarelli       | Lewis Askey                | Filippo Baroncini          |
| 15 sierpnia(dts) br                            | Belgia               | Grote Prijs Jef Scherens                          | 1.1       | Niccolò Bonifazio          | Nacer Bouhanni             | Gianni Vermeersch          |
| 15 sierpnia(dts) br                            | Francja              | La Polynormande                                   | 1.1       | Valentin Madouas           | Benoît Cosnefroy           | Anthony Perez              |
| 15 sierpnia(dts) br                            | Polska               | Memoriał Henryka Łasaka                           | 1.2       | Michael Kukrle             | Mateusz Grabis             | Adam Ťoupalík              |
| 16 sierpnia(dts) br                            | Włochy               | GP Capodarco                                      | 1.2U      | Simone Raccani             | Andrea Piccolo             | Alex Tolio                 |
| 17 sierpnia(dts) br                            | Belgia               | Egmont Cycling Race                               | 1.1       | Danny van Poppel           | Niccolò Bonifazio          | Luca Mozzato               |
| 17 sierpnia(dts) br–20 sierpnia(dts) br        | Francja              | Tour du Limousin                                  | 2.1       | Warren Barguil             | Franck Bonnamour           | Pierre-Luc Périchon        |
| 20 sierpnia(dts) br                            | Belgia               | Grote Prijs Marcel Kint                           | 1.1       | Álvaro Hodeg               | Tim Merlier                | Danny van Poppel           |
| 20 sierpnia(dts) br–22 sierpnia(dts) br        | Estonia              | Baltic Chain Tour                                 | 2.2       | Laurence Pithie            | Karl Patrick Lauk          | Antti-Jussi Juntunen       |
| 20 sierpnia(dts) br–22 sierpnia(dts) br        | Węgry                | One Belt One Road                                 | 2.NCup    | Per Strand Hagenes         | Stian Fredheim             | Madis Mihkels              |
| 20 sierpnia(dts) br–22 sierpnia(dts) br        | Polska               | Szlakiem Grodów Piastowskich                      | 2.2       | Maciej Paterski            | Immanuel Stark             | Szymon Rekita              |
| 24 sierpnia(dts) br–27 sierpnia(dts) br        | Francja              | Tour Poitou-Charentes en Nouvelle-Aquitaine       | 2.1       | Connor Swift               | Bruno Armirail             | Morten Hulgaard            |
| 26 sierpnia(dts) br                            | Belgia               | Druivenkoers Overijse                             | 1.1       | Remco Evenepoel            | Mikkel Frølich Honoré      | Aimé De Gendt              |
| 26 sierpnia(dts) br–29 sierpnia(dts) br        | Czechy               | Wyścig Pokoju Juniorów                            | 2.NCup    | Per Strand Hagenes         | Emil Herzog                | Cian Uijtdebroeks          |
| 27 sierpnia(dts) br–29 sierpnia(dts) br        | Francja              | Tour du Pays de Montbéliard                       | 2.2U      | Maurice Ballerstedt        | Lorenzo Germani            | Reuben Thompson            |
| 28 sierpnia(dts) br                            | Czarnogóra           | Adriatic Race                                     | 1.2       | Nik Čemažar                | Marko Danilović            | Đorđe Đurić                |
| 28 sierpnia(dts) br                            | Dania                | Himmerland Rundt                                  | 1.2       | Mathias Larsen             | Nils Lau Nyborg Broge      | Rasmus Bøgh Wallin         |
| 29 sierpnia(dts) br–31 sierpnia(dts) br        | Polska               | Karpacki Wyścig Kurierów                          | 2.2U      | Filip Maciejuk             | Daan Hoeks                 | Fran Miholjević            |
| 29 sierpnia(dts) br                            | Francja              | Grand Prix de la Somme                            | 1.2       | Tom Mazzone                | Jason Tesson               | Gil D'heygere              |
| 29 sierpnia(dts) br                            | Dania                | Løbet Skive                                       | 1.2       | Elmar Reinders             | Mads Østergaard Kristensen | Marcus Sander Hansen       |
| 29 sierpnia(dts) br                            | Holandia             | Ronde van de Achterhoek                           | 1.2       | Casper van Uden            | Jan-Willem van Schip       | Ryan Christensen           |
| 31 sierpnia(dts) br–5 września(dts) br         | Rumunia              | Dookoła Rumunii                                   | 2.1       | Jakub Kaczmarek            | Serghei Țvetcov            | Szymon Rekita              |
| 2 września(dts) br–4 września(dts) br          | Belgia               | Flanders Tomorrow Tour                            | 2.2U      | Mick van Dijke             | Daan Hoole                 | Vincent Van Hemelen        |
| 3 września(dts) br                             | Francja              | Classic Grand Besançon Doubs                      | 1.1       | Biniam Ghirmay             | Andrea Vendrame            | Axel Zingle                |
| 3 września(dts) br–5 września(dts) br          | Francja              | À travers les Hauts-de-France                     | 2.2       | Jason Tesson               | Campbell Stewart           | Marijn van den Berg        |
| 3 września(dts) br–5 września(dts) br          | Włochy               | Giro della Regione Friuli Venezia Giulia          | 2.2       | Jonas Rapp                 | José Félix Parra           | Antonio Puppio             |
| 4 września(dts) br                             | Francja              | Tour du Jura                                      | 1.1       | Benoît Cosnefroy           | Simone Velasco             | Valentin Madouas           |
| 5 września(dts) br                             | Francja              | Tour du Doubs                                     | 1.1       | Dorian Godon               | Biniam Ghirmay             | Tom Paquot                 |
| 9 września(dts) br–12 września(dts) br         | Czechy               | Okolo jižních Čech                                | 2.2       | Arnaud De Lie              | Nick Van Der Meer          | Damiano Cima               |
| 9 września(dts) br–12 września(dts) br         | Serbia               | Tour de Serbie                                    | 2.2       | Jean Goubert               | Jauhien Sobal              | Tristan Delacroix          |
| 12 września(dts) br                            | Belgia               | Antwerp Port Epic                                 | 1.1       | Mathieu van der Poel       | Taco van der Hoorn         | Tim Merlier                |
| 15 września(dts) br                            | Włochy               | Giro di Toscana                                   | 1.1       | Michael Valgren            | Alessandro De Marchi       | Diego Ulissi               |
| 15 września(dts) br–19 września(dts) br        | Słowacja             | Okolo Slovenska                                   | 2.1       | Peter Sagan                | Jannik Steimle             | Cees Bol                   |
| 17 września(dts) br                            | Belgia               | Kampioenschap van Vlaanderen                      | 1.1       | Jasper Philipsen           | Dylan Groenewegen          | Martin Laas                |
| 18 września(dts) br                            | Włochy               | Memorial Marco Pantani                            | 1.1       | Sonny Colbrelli            | Vincenzo Albanese          | Alex Aranburu              |
| 18 września(dts) br                            | Belgia               | Liège-Bastogne-Liège U23                          | 1.2U      | Leo Hayter                 | Rick Pluimers              | Tobias Halland Johannessen |
| 18 września(dts) br                            | Holandia             | PWZ Zuidenveld Tour                               | 1.2       | Elmar Reinders             | Daan van Sintmaartensdijk  | Richard Habermann          |
| 19 września(dts) br                            | Belgia               | Gooikse Pijl                                      | 1.1       | Fabio Jakobsen             | Danny van Poppel           | Jordi Meeus                |
| 19 września(dts) br                            | Francja              | Grand Prix d’Isbergues                            | 1.1       | Elia Viviani               | Tim Merlier                | Alberto Dainese            |
| 19 września(dts) br                            | Włochy               | Trofeo Matteotti                                  | 1.1       | Matteo Trentin             | Jhonatan Restrepo          | Valentin Ferron            |
| 20 września(dts) br–26 września(dts) br        | Francja              | Tour de Bretagne                                  | 2.2       | Jean-Louis Le Ny           | Anthony Delaplace          | Valentin Retailleau        |
| 23 września(dts) br                            | Belgia               | Omloop van het Houtland                           | 1.1       | Taco van der Hoorn         | Danny van Poppel           | Gerben Thijssen            |
| 26 września(dts) br                            | Francja              | Paryż-Chauny                                      | 1.1       | Jasper Philipsen           | Alberto Dainese            | Andrea Pasqualon           |
| 26 września(dts) br                            | Holandia             | Dorpenomloop Rucphen                              | 1.2       | Elias Van Breussegem       | Coen Vermeltfoort          | Martijn Budding            |
| 28 września(dts) br                            | Włochy               | Ruota d’Oro                                       | 1.2U      | Andrea Piccolo             | Antonio Puppio             | Martin Marcellusi          |
| 28 września(dts) br–1 października(dts) br     | Włochy               | Giro di Sicilia                                   | 2.1       | Vincenzo Nibali            | Alejandro Valverde         | Alessandro Covi            |
| 28 września(dts) br–3 października(dts) br     | Chorwacja            | Tour of Croatia                                   | 2.1       | Stephen Williams           | Markus Hoelgaard           | Mick van Dijke             |
| 29 września(dts) br–3 października(dts) br     | Francja              | Ronde de l’Isard                                  | 2.2U      | Gijs Leemreize             | Fernando Tercero           | Thomas Gloag               |
| 1 października(dts) br                         | Francja              | Route Adélie de Vitré                             | 1.1       | Arvid de Kleijn            | Emmanuel Morin             | Jason Tesson               |
| 2 października(dts) br                         | Francja              | Classic Loire Atlantique                          | 1.1       | Alan Riou                  | Valentin Madouas           | Dorian Godon               |
| 2 października(dts) br                         | Norwegia             | Lillehammer GP                                    | 1.2       | Idar Andersen              | Gianni Marchand            | Lucas Eriksson             |
| 3 października(dts) br                         | Norwegia             | Gylne Gutuer                                      | 1.2       | William Blume Levy         | Embret Svestad-Bårdseng    | Magnus Sørbø               |
| 3 października(dts) br                         | Włochy               | Piccolo Giro di Lombardia                         | 1.2U      | Paul Lapeira               | Mattia Petrucci            | Georg Steinhauser          |
| 5 października(dts) br                         | Belgia               | Binche-Chimay-Binche                              | 1.1       | Danny van Poppel           | Rasmus Tiller              | Lionel Taminiaux           |
| 7 października(dts) br                         | Francja              | Paryż-Bourges                                     | 1.1       | Jordi Meeus                | Arnaud Démare              | Niccolò Bonifazio          |
| 7 października(dts) br–10 października(dts) br | Francja              | Circuit des Ardennes                              | 2.2       | Lucas Eriksson             | Leon Heinschke             | Matěj Zahálka              |
| 9 października(dts) br                         | Francja              | Tour de Vendée                                    | 1.1       | Bram Welten                | Eduard Prades              | Sebastian Schönberger      |
| 10 października(dts) br                        | Francja              | Paryż-Tours U23                                   | 1.2U      | Jonas Iversby Hvideberg    | Casper van Uden            | Marijn van den Berg        |
| 11 października(dts) br                        | Włochy               | Coppa Agostoni                                    | 1.1       | Aleksiej Łucenko           | Matteo Trentin             | Alessandro Covi            |
| 13 października(dts) br                        | Włochy               | Giro del Veneto                                   | 1.1       | Xandro Meurisse            | Matteo Trentin             | Alberto Dainese            |
| 16 października(dts) br                        | Holandia             | Ster van Zwolle                                   | 1.2       | Coen Vermeltfoort          | Tim van Dijke              | Elmar Reinders             |
| 17 października(dts) br                        | Francja              | Boucles de l’Aulne                                | 1.1       | Stan Dewulf                | Valentin Madouas           | Mathieu Burgaudeau         |
| 17 października(dts) br                        | Francja              | Chrono des Nations U23                            | 1.2U      | Antoine Devanne            | Branko Huys                | Jon Knolle                 |
| 17 października(dts) br                        | Francja              | Chrono des Nations                                | 1.1       | Stefan Küng                | Martin Toft Madsen         | Alessandro De Marchi       |
| 17 października(dts) br                        | Włochy               | Veneto Classic                                    | 1.1       | Samuele Battistella        | Marc Hirschi               | Jhonatan Restrepo          |
| 17 października(dts) br                        | Francja              | Paryż-Mantes                                      | 1.2       | Maxime Jarnet              | Hugo Theot                 | Jacques Lebreton           |
| 24 października(dts) br                        | Holandia             | Ronde van Drenthe                                 | 1.1       | Rune Herregodts            | Andrea Pasqualon           | Dylan Groenewegen          |